# Таданари Лий
Таданари Лий (на японски: 李 忠成) е японски футболист.

## Национален отбор
Записал е и 11 мача за националния отбор на Япония.
| Япония | Япония | Япония |
| Година | Мачове | Голове |
| ------ | ------ | ------ |
| 2011   | 10     | 2      |
| 2012   | 1      | 0      |
| Общо   | 11     | 2      |